# Tel-Abib

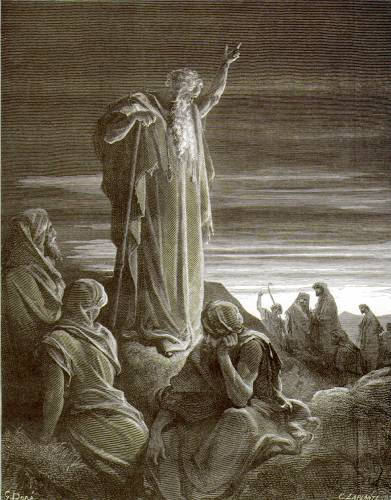
Representació del profeta Ezequiel.

Tel-Abib (en hebreu תֵּל־אָבִיב, en grec Μετέωρος, en llatí Acervum Novarum Frugum) era una ciutat prop de Babilònia i no llunyana del riu Quebar. Avuí es desconeix amb exactitud el seu emplaçament, però sembla prou clar que es tracti de la ciutat que en la llengua arcàdica es deia תִל אָבוּבִי (til abubi). La ciutat és citada pel profeta Ezequiel 3, 15.